# Kongres Ludu
Kongres Ludu (ang. Congress of the People) – południowoafrykańska partia polityczna założona w 2008 przez byłych członków Afrykańskiego Kongresu Narodowego.
W wyborach parlamentarnych w 2009 partia uzyskała 1 311 027 głosów (7,42%).

## Założenie ugrupowania
Narodziny partii sięgają 52. krajowej konferencji ANC która odbyła się w Polokwane w grudniu 2007 roku. Konferencja doprowadziła do zwycięstwa Jacob Zuma i jego zwolenników, nad Thabo Mbeki i liberalnym skrzydłem partii, w wyborach do Krajowego Komitetu Wykonawczego partii. Zuma został wybrany prezydentem ANC. Spór między zwolennikami obydwóch kandydatów dotyczył głównie spraw gospodarczych. Mbeki był bardziej neoliberalny od konkurenta. Jego następca natomiast starał się utrzymywać dobre stosunki z Południowoafrykańską Partią Komunistyczną i związkami zawodowymi. Podział ujawnił także leżące u podstaw napięcia etniczne między Zulu i Xhosa.
15 października były premier prowincji Gauteng Mbhazima Shilowa i były minister obrony Mosiuoa Lekotą opuścili Afrykański Kongres Narodowy i zadeklarowali chęć stworzenia nowoczesnej formacji socjaldemokratycznej. Obaj politycy sprzeciwiali się ustąpieniu, pod groźbą usunięcia z funkcji, prezydenta Thabo Mbekiego, uważanego za lidera liberalnego skrzydła partii.
W dniach 14–16 grudnia 2008 w Bloemfontein odbył się kongres założycielski nowej partii, której nazwę ustalono na Kongres Ludu (COPE, Congress of the People). 16 grudnia 2008 oficjalnie ogłoszono powołanie COPE, a Lekota został jednogłośnie wybrany jej liderem.

## Poparcie
| Wybory | Poparcie | Zmiana punktów procentowych | Mandaty | Zmiana |
| ------ | -------- | --------------------------- | ------- | ------ |
| 2009   | 7,42%    | -                           | 30/400  | -      |
| 2014   | 0,67%    | 6,75                        | 3/400   | 27     |
| 2019   | 0,27%    | 0,40                        | 2/400   | 1      |